# Entosthodon angustifolius
Entosthodon angustifolius là một loài Rêu trong họ Funariaceae. Loài này được Jur. & Milde mô tả khoa học đầu tiên năm 1870.